# Liste der Inseln im County Clare
Die Liste der Inseln im County Clare enthält sämtliche offiziell benannten Inseln und Felsen in den zum irischen County Clare zählenden Gewässern. Die in der englischsprachigen Literatur bzw. auf historischen Karten in Acres, Roods und Perches angegebenen Inselflächen sind in Quadratkilometer umgerechnet. Ebenso wurden die auf historischen Karten in Feet angegebenen Höhen in Meter umgerechnet.
Namen und Höhenangaben von Binneninseln sind kursiv gesetzt.
| Englischer Inselname           | Irischer Inselname          | Inselgruppe bzw. Lage                        | Barony          | Electoral division | Fläche [km²] | Höhe [m] | Geokoordinaten                    |
| ------------------------------ | --------------------------- | -------------------------------------------- | --------------- | ------------------ | ------------ | -------- | --------------------------------- |
| Asscarrick (Assacarrick)       | Eascharraig                 | Shannon Estuary                              | Bunratty, Lower | Clenagh            | 0,0044       | 6        | 52° 41′ 31,7″ N, 008° 53′ 53,2″ W |
| Aughinish                      | Eachinis                    | Galway Bay                                   | Burren          | Abbey              | 1,5679       | 22       | 53° 09′ 49,7″ N, 009° 04′ 45,6″ W |
| Battle Island                  | Oileán an Chomhraic         | Shannon Estuary                              | Bunratty, Lower | Cratloe            | 0,0016       |          | 52° 40′ 17,4″ N, 008° 47′ 46,6″ W |
| Berger’s Island                |                             | Shannon Estuary                              | Clonderalaw     | Killadysert        | 0,0331       | 13       | 52° 40′ 31,5″ N, 009° 00′ 37,8″ W |
| Biraghty Beg                   | An Bárcach Beag             |                                              | Moyarta         | Kilfearagh         | 0,0005       |          | 52° 42′ 46,2″ N, 009° 38′ 37,6″ W |
| Biraghty More                  | An Bárcach Mór              |                                              | Moyarta         | Kilfearagh         | 0,0019       |          | 52° 42′ 31,4″ N, 009° 39′ 12,0″ W |
| Bishop’s Island                | Oileán an Easpaig Ghortaigh |                                              | Moyarta         | Kilfearagh         | 0,0186       | 41       | 52° 40′ 28,6″ N, 009° 41′ 33,4″ W |
| Black Island                   |                             | Lough Derg                                   | Leitrim         | Drummaan           | 0,0009       |          | 52° 57′ 24,9″ N, 008° 19′ 20,8″ W |
| Black Rock                     |                             |                                              | Moyarta         | Tullig             | 0,0031       |          | 52° 36′ 56,6″ N, 009° 48′ 25,4″ W |
| Blackthorn Island              |                             | Shannon Estuary                              | Clonderalaw     | Killadysert        | 0,0317       | 6        | 52° 40′ 43,8″ N, 009° 00′ 08,0″ W |
| Blackthorn South Island        |                             | Shannon Estuary                              | Clonderalaw     | Killadysert        | 0,0101       | 6        | 52° 40′ 20,3″ N, 009° 00′ 26,8″ W |
| Breckinish                     | Bricinis                    | Shannon Estuary, Fergus Estuary              | Bunratty, Lower | Urlan              | 0,0248       | 6        | 52° 44′ 44,2″ N, 008° 57′ 44,6″ W |
| Bush Island                    |                             | Shannon Estuary, Fergus Estuary              | Islands         | Lisheen            | 0,0057       | 7        | 52° 44′ 27,0″ N, 009° 01′ 52,6″ W |
| Bush Island                    |                             | Shannon Estuary                              | Bunratty, Lower | Cratloe            | 0,0234       | 8        | 52° 40′ 34,9″ N, 008° 47′ 37,6″ W |
| Bushy Island                   |                             | Lough Derg                                   | Leitrim         | Mountshannon       | 0,0644       | 34       | 52° 55′ 09,4″ N, 008° 25′ 41,5″ W |
| Caher Island                   |                             | Lough Derg                                   | Tulla, Lower    | Ogonnelloe         | 0,0689       | 36       | 52° 53′ 59,5″ N, 008° 28′ 04,3″ W |
| Canon Island                   | Oileán na gCanánach         | Shannon Estuary                              | Clonderalaw     | Killadysert        | 0,9023       | 28       | 52° 40′ 34,2″ N, 009° 02′ 38,3″ W |
| Carrickaneelwar                |                             |                                              | Ibrickan        | Kilmurry           | 0,0226       | 7        | 52° 49′ 26,8″ N, 009° 30′ 31,5″ W |
| Carricknacleara Islands        |                             |                                              | Ibrickan        | Killard            | 0,0216       | 20       | 52° 44′ 33,7″ N, 009° 36′ 36,4″ W |
| Cloghacappul                   |                             | Lough Derg                                   | Leitrim         | Drummaan           | 0,0002       |          | 52° 57′ 50,4″ N, 008° 19′ 01,5″ W |
| Coney Island                   | Oileán na gCoiníní          | Shannon Estuary, Fergus Estuary              | Clonderalaw     | Kilchreest         | 1,0626       | 59       | 52° 42′ 47,4″ N, 008° 59′ 53,9″ W |
| Coonagh Islands                |                             | Shannon Estuary, Fergus Estuary              | Bunratty, Lower | Urlan              | 0,0013       |          | 52° 44′ 20,5″ N, 008° 57′ 53,4″ W |
| Cormorant Islands              |                             | Lough Derg                                   | Tulla, Lower    | Ogonnelloe         | 0,0082       | 34       | 52° 51′ 54,3″ N, 008° 26′ 34,6″ W |
| Cow Island                     |                             | Shannon Estuary, Fergus Estuary              | Islands         | Lisheen            | 0,0112       | 5        | 52° 44′ 49,6″ N, 009° 02′ 04,4″ W |
| Crab Island                    | Oileán na bPortán           |                                              | Corcomroe       | Killilagh          | 0,0139       | 10       | 53° 00′ 59,3″ N, 009° 24′ 44,8″ W |
| Crane Island                   |                             | Lough Derg                                   | Leitrim         | Drummaan           | 0,0106       | 34       | 52° 55′ 47,9″ N, 008° 22′ 04,0″ W |
| Cribby Islands                 |                             | Lough Derg                                   | Leitrim         | Mountshannon       | 0,0230       | 33       | 52° 55′ 21,9″ N, 008° 24′ 54,2″ W |
| Crow Island                    |                             | Shannon Estuary, Fergus Estuary              | Bunratty, Lower | Newmarket          | 0,0046       | 5        | 52° 46′ 28,3″ N, 008° 57′ 03,1″ W |
| Crow Island                    |                             | Lough Derg                                   | Tulla, Lower    | Ogonnelloe         | 0,0019       | 34       | 52° 52′ 38,7″ N, 008° 25′ 31,1″ W |
| Dermot and Grania’s Rock       |                             |                                              | Moyarta         | Kilballyowen       | 0,0073       |          | 52° 33′ 38,9″ N, 009° 56′ 13,4″ W |
| Dog Island                     |                             | Lough Derg                                   | Leitrim         | Drummaan           | 0,0002       | 33       | 52° 56′ 58,4″ N, 008° 19′ 27,1″ W |
| Doon Island                    |                             | Shannon Estuary, Fergus Estuary              | Clonderalaw     | Kilchreest         | 0,0154       | 4        | 52° 40′ 40,4″ N, 009° 03′ 50,4″ W |
| Duloughry’s Island             |                             |                                              | Moyarta         | Tullig             | 0,0034       |          | 52° 37′ 07,5″ N, 009° 48′ 05,4″ W |
| Eaninish                       |                             | Galway Bay, Aughinish Bay                    | Burren          | Abbey              | 0,0005       |          | 53° 09′ 10,4″ N, 009° 01′ 18,4″ W |
| Feenish                        | Fínis                       | Shannon Estuary, Fergus Estuary              | Bunratty, Lower | Clenagh            | 0,7265       | 31       | 52° 42′ 21,4″ N, 008° 58′ 18,2″ W |
| Fergus Island                  |                             | Shannon Estuary                              | Bunratty, Lower | Drumline           | 0,0040       | 8        | 52° 41′ 12,6″ N, 008° 52′ 23,2″ W |
| Fish Island                    |                             | Shannon Estuary, Fergus Estuary              | Clonderalaw     | Ballynacally       | 0,0003       | 5        | 52° 43′ 51,2″ N, 009° 01′ 37,3″ W |
| Gall Island                    | Oileán na nGall             | Galway Bay, Ballyvaghan Bay                  | Burren          | Drumcreehy         | 0,0015       | 5        | 53° 07′ 23,3″ N, 009° 08′ 39,8″ W |
| Goat Island                    |                             | Lough Derg                                   | Tulla, Lower    | Ogonnelloe         | 0,0029       | 27       | 52° 51′ 12,8″ N, 008° 27′ 51,7″ W |
| Goose Island                   |                             | Shannon (Fluss)                              | Tulla, Lower    | O’Briensbridge     | 0,0001       | 28       | 52° 45′ 24,6″ N, 008° 29′ 06,2″ W |
| Graigue Island                 |                             | Shannon Estuary                              | Bunratty, Lower | Cratloe            | 0,0040       | 9        | 52° 40′ 31,4″ N, 008° 46′ 05,1″ W |
| Grean Rock                     |                             |                                              | Moyarta         | Moveen             | 0,0009       |          | 52° 39′ 55,3″ N, 009° 42′ 09,3″ W |
| Green Island                   |                             | Galway Bay, Ballyvaghan Bay                  | Burren          | Drumcreehy         | 0,0068       | 7        | 53° 07′ 40,7″ N, 009° 08′ 28,3″ W |
| Green Island                   |                             | Lough Derg                                   | Leitrim         | Drummaan           | 0,0014       | 33       | 52° 58′ 17,3″ N, 008° 17′ 03,9″ W |
| Green Island                   |                             | Lough Graney                                 | Tulla, Upper    | Cahermurphy        | 0,0234       | 53       | 52° 59′ 20,3″ N, 008° 39′ 40,7″ W |
| Green Island                   | Oileán Uí Uainín            | Shannon Estuary                              | Bunratty, Lower | Cratloe            | 0,0675       | 7        | 52° 40′ 50,6″ N, 008° 48′ 16,9″ W |
| Gull Island                    |                             | Shannon Estuary, Fergus Estuary              | Clonderalaw     | Ballynacally       | 0,0002       | 5        | 52° 43′ 37,7″ N, 009° 01′ 26,0″ W |
| Gull Island                    |                             |                                              | Moyarta         | Kilballyowen       | 0,0066       |          | 52° 34′ 11,1″ N, 009° 55′ 01,2″ W |
| Gull Island                    |                             |                                              | Moyarta         | Tullig             | 0,0047       |          | 52° 36′ 33,5″ N, 009° 48′ 25,8″ W |
| Hare Island                    |                             | Lough Derg                                   | Leitrim         | Drummaan           | 0,0031       | 33       | 52° 55′ 28,6″ N, 008° 20′ 42,8″ W |
| Horse Island                   |                             | Shannon Estuary, Fergus Estuary              | Islands         | Lisheen            | 0,1580       | 7        | 52° 44′ 48,2″ N, 009° 01′ 50,0″ W |
| Horse Islands                  |                             | Lough Derg                                   | Leitrim         | Drummaan           | 0,0029       | 33       | 52° 57′ 48,5″ N, 008° 19′ 01,8″ W |
| Illaunaclaggin                 | Oileán an Chloiginn         | Shannon Estuary, Poulnasherry Bay            | Moyarta         | Kilrush Rural      | 0,0027       | 5        | 52° 39′ 02,3″ N, 009° 32′ 57,4″ W |
| Illaunacoran                   |                             | Galway Bay, Aughinish Bay                    | Burren          | Abbey              | 0,0091       |          | 53° 09′ 26,5″ N, 009° 03′ 51,1″ W |
| Illaunakip                     |                             | Galway Bay, Aughinish Bay, Corranroo Bay     | Burren          | Abbey              | 0,0040       |          | 53° 08′ 45,3″ N, 009° 01′ 40,5″ W |
| Illaunaroan                    | Oileán na Rón               | Shannon (Fluss)                              | Bunratty, Lower | Ballyglass         | 0,0043       |          | 52° 40′ 33,9″ N, 008° 35′ 53,3″ W |
| Illaunaskirtaun                |                             | Lough Derg                                   | Leitrim         | North Inishcaltra  | 0,0017       |          | 52° 55′ 09,4″ N, 008° 26′ 56,5″ W |
| Illaunataggart                 |                             | Lough Derg                                   | Leitrim         | Drummaan           | 0,0003       |          | 52° 57′ 28,5″ N, 008° 19′ 11,7″ W |
| Illaunawhilla                  |                             |                                              | Moyarta         | Kilfearagh         | 0,0013       |          | 52° 40′ 35,8″ N, 009° 40′ 54,1″ W |
| Illaunbeg (O’Donnell’s Island) |                             | Shannon Estuary, Fergus Estuary              | Clonderalaw     | Kilchreest         | 0,0393       | 11       | 52° 41′ 18,1″ N, 009° 03′ 55,7″ W |
| Illaunbrock Beg                |                             | Galway Bay, Ballyvaghan Bay                  | Burren          | Drumcreehy         | 0,0028       | 4        | 53° 07′ 55,2″ N, 009° 10′ 30,4″ W |
| Illaunbrock More               |                             | Galway Bay, Ballyvaghan Bay                  | Burren          | Gleninagh          | 0,0037       |          | 53° 07′ 59,0″ N, 009° 10′ 35,8″ W |
| Illauncraggagh                 |                             | Galway Bay, Ballyvaghan Bay, Muckinish Bay   | Burren          | Abbey              | 0,0137       | 2        | 53° 08′ 27,9″ N, 009° 05′ 25,4″ W |
| Illaunduff                     |                             | Galway Bay, Ballyvaghan Bay                  | Burren          | Drumcreehy         | 0,0053       | 2        | 53° 07′ 52,9″ N, 009° 10′ 40,4″ W |
| Illaungraffanavrankagh         |                             | Galway Bay, Ballyvaghan Bay                  | Burren          | Gleninagh          | 0,0255       | 3        | 53° 08′ 00,8″ N, 009° 10′ 45,7″ W |
| Illaunhobert                   |                             | Lough Derg                                   | Leitrim         | Drummaan           | 0,0239       | 35       | 52° 55′ 31,6″ N, 008° 21′ 43,3″ W |
| Illaunmore                     |                             | Galway Bay, Ballyvaghan Bay                  | Burren          | Drumcreehy         | 0,0009       |          | 53° 07′ 25,3″ N, 009° 09′ 59,3″ W |
| Illaunmore                     |                             | Lough Derg                                   | Leitrim         | Drummaan           | 0,8836       | 55       | 52° 57′ 59,1″ N, 008° 17′ 48,9″ W |
| Illaunnalee                    |                             | Galway Bay, Ballyvaghan Bay, Poulnaclogh Bay | Burren          | Abbey              | 0,0006       |          | 53° 08′ 01,6″ N, 009° 05′ 00,0″ W |
| Illaunnaskagh                  |                             | Lough Derg                                   | Tulla, Lower    | Ogonnelloe         |              | 34       | 52° 52′ 18,2″ N, 008° 25′ 50,7″ W |
| Illaunonearaun                 | Oileán an Fhéaráin          |                                              | Moyarta         | Moveen             | 0,0559       | 47       | 52° 39′ 10,3″ N, 009° 43′ 49,9″ W |
| Illaunpoulfouhy                |                             |                                              | Moyarta         | Kilfearagh         | 0,0032       | 30       | 52° 40′ 27,1″ N, 009° 41′ 16,8″ W |
| Illaunybaun                    |                             | Lough Derg                                   | Tulla, Lower    | Ogonnelloe         | 0,0017       |          | 52° 52′ 22,0″ N, 008° 25′ 52,4″ W |
| Inishbig (Hog Island)          | Inis Bhig                   | Shannon Estuary                              | Moyarta         | Kilrush Rural      | 0,1948       | 14       | 52° 37′ 15,7″ N, 009° 29′ 41,0″ W |
| Inishcaltra (Holy Island)      | Inis Cealtra                | Lough Derg                                   | Leitrim         | North Inishcaltra  | 0,2006       | 48       | 52° 54′ 56,6″ N, 008° 26′ 58,6″ W |
| Inishcorker                    | Inis Corcair                | Shannon Estuary                              | Clonderalaw     | Killadysert        | 0,8553       | 31       | 52° 40′ 03,0″ N, 009° 05′ 24,1″ W |
| Inishdadroum                   |                             | Shannon Estuary, Fergus Estuary              | Clonderalaw     | Kilchreest         | 0,0251       | 6        | 52° 42′ 09,1″ N, 009° 01′ 30,2″ W |
| Inishloe                       | Inis Lua                    | Shannon Estuary                              | Clonderalaw     | Killadysert        | 0,5361       | 13       | 52° 40′ 43,0″ N, 009° 01′ 20,2″ W |
| Inishlosky                     |                             | Shannon (Fluss)                              | Tulla, Lower    | O’Briensbridge     | 0,0970       | 28       | 52° 45′ 14,7″ N, 008° 29′ 21,6″ W |
| Inishmacnaghtan                | Inis Mhic Neachtain         | Shannon Estuary, Fergus Estuary              | Bunratty, Lower | Clenagh            | 1,2215       | 24       | 52° 42′ 24,7″ N, 008° 57′ 07,4″ W |
| Inishmacowney                  | Inis Mhic Uaithne           | Shannon Estuary, Fergus Estuary              | Clonderalaw     | Kilchreest         | 0,9496       | 20       | 52° 40′ 45,6″ N, 009° 03′ 27,3″ W |
| Inishmore (Deer Island)        | Inis Mór                    | Shannon Estuary, Fergus Estuary              | Clonderalaw     | Ballynacally       | 1,8724       | 36       | 52° 42′ 58,1″ N, 009° 01′ 54,3″ W |
| Inishmurry                     |                             | Shannon Estuary                              | Clonderalaw     | Killadysert        | 0,0486       | 6        | 52° 39′ 06,1″ N, 009° 06′ 23,7″ W |
| Inishoul (O’Grady’s Island)    | Inis Abhall                 | Shannon Estuary                              | Clonderalaw     | Killadysert        | 0,0049       | 5        | 52° 40′ 16,6″ N, 009° 04′ 19,6″ W |
| Inishtubbrid                   | Inis Tiobrad                | Shannon Estuary                              | Clonderalaw     | Killadysert        | 0,3466       | 33       | 52° 40′ 06,1″ N, 009° 03′ 53,9″ W |
| Leanafinnoge                   |                             | Lough Derg                                   | Leitrim         | Drummaan           | 0,0022       | 35       | 52° 58′ 10,5″ N, 008° 19′ 22,2″ W |
| Leanakievo                     |                             | Lough Derg                                   | Leitrim         | Drummaan           | 0,0004       | 35       | 52° 58′ 08,5″ N, 008° 19′ 32,5″ W |
| Little Quay Island             |                             | Shannon Estuary                              | Bunratty, Lower | Drumline           | 0,0033       |          | 52° 41′ 18,8″ N, 008° 48′ 49,7″ W |
| Lushag Rocks                   |                             | Lough Derg                                   | Tulla, Lower    | Ogonnelloe         | 0,0209       |          | 52° 53′ 57,3″ N, 008° 25′ 17,9″ W |
| Macnamara’s Island             |                             | Lough Derg                                   | Tulla, Lower    | Ogonnelloe         | 0,0004       |          | 52° 53′ 05,5″ N, 008° 25′ 33,0″ W |
| Maidens Island                 |                             | Lough Derg                                   | Leitrim         | Drummaan           | 0,0027       |          | 52° 55′ 34,7″ N, 008° 23′ 40,9″ W |
| Malt Island                    |                             | Lough Derg                                   | Leitrim         | North Inishcaltra  | 0,0043       | 34       | 52° 55′ 04,1″ N, 008° 27′ 39,8″ W |
| Mattle Island (Illaunavattal)  | Oileán an Mhatail           |                                              | Ibrickan        | Kilmurry           | 0,0274       | 12       | 52° 47′ 25,9″ N, 009° 31′ 30,7″ W |
| Moyasta Point                  |                             | Shannon Estuary, Poulnasherry Bay            | Moyarta         | Einagh             | 0,0190       | 3        | 52° 39′ 40,7″ N, 009° 33′ 02,7″ W |
| Mutton Island                  | Oileán Caorach              |                                              | Ibrickan        | Kilmurry           | 0,7487       | 28       | 52° 48′ 33,1″ N, 009° 31′ 43,0″ W |
| Pipers Island                  |                             | Lough Derg                                   | Tulla, Lower    | Ogonnelloe         | 0,0041       | 34       | 52° 53′ 52,6″ N, 008° 27′ 24,1″ W |
| Quay Island                    | An Chéibh Mhór              | Shannon Estuary                              | Bunratty, Lower | Drumline           | 0,0934       | 11       | 52° 40′ 57,7″ N, 008° 48′ 45,4″ W |
| Rabbit Island                  |                             | Lough Derg                                   | Tulla, Upper    | Scarriff           | 0,0284       | 36       | 52° 54′ 28,0″ N, 008° 29′ 13,0″ W |
| Rat Island                     |                             | Shannon Estuary, Fergus Estuary              | Clonderalaw     | Kilchreest         | 0,0035       | 6        | 52° 42′ 56,5″ N, 008° 59′ 11,9″ W |
| Red Island                     |                             | Lough Derg                                   | Tulla, Upper    | South Inishcaltra  | 0,0506       | 40       | 52° 54′ 38,8″ N, 008° 27′ 43,4″ W |
| Ringroe Islands                |                             | Lough Derg                                   | Leitrim         | Drummaan           | 0,0016       |          | 52° 55′ 40,4″ N, 008° 22′ 00,2″ W |
| Rock Island                    |                             | Lough Doon                                   | Tulla, Lower    | Killuran           | 0,0002       |          | 52° 49′ 18,0″ N, 008° 39′ 29,5″ W |
| Rock Island (Leanacugda)       |                             | Lough Derg                                   | Leitrim         | Drummaan           | 0,0020       |          | 52° 58′ 40,7″ N, 008° 20′ 20,1″ W |
| Round Island                   |                             | Lough Derg                                   | Tulla, Lower    | Ogonnelloe         | 0,0012       |          | 52° 53′ 52,1″ N, 008° 27′ 31,0″ W |
| St. Thomas’ Island             | Oileán San Tomás            | Shannon (Fluss)                              | Bunratty, Lower | Ballyglass         | 0,0875       |          | 52° 41′ 25,5″ N, 008° 37′ 08,1″ W |
| Saint’s Island                 | Oileán na Naomh             | Shannon Estuary                              | Bunratty, Lower | Drumline           | 0,0702       | 16       | 52° 41′ 15,4″ N, 008° 50′ 59,5″ W |
| Sand Island                    |                             | Lough Graney                                 | Tulla, Upper    | Killanena          | 0,0001       | 48       | 52° 58′ 57,6″ N, 008° 39′ 48,0″ W |
| Sand Island                    |                             | Shannon Estuary                              | Clonderalaw     | Killadysert        | 0,0005       | 5        | 52° 39′ 49,9″ N, 009° 01′ 06,1″ W |
| Scanlan’s Island               | Oileán na gCaorach          | Galway Bay, Ballyvaghan Bay                  | Burren          | Abbey              | 0,3120       | 9        | 53° 08′ 41,1″ N, 009° 06′ 48,3″ W |
| Scattery Island                | Inis Cathaigh               | Shannon Estuary                              | Moyarta         | Kilrush Rural      | 0,7545       | 14       | 52° 36′ 48,8″ N, 009° 31′ 12,3″ W |
| Seal Rock                      |                             |                                              | Ibrickan        | Kilmurry           | 0,0061       | 15       | 52° 49′ 21,0″ N, 009° 31′ 23,2″ W |
| Shore Island                   |                             | Shannon Estuary, Fergus Estuary              | Clonderalaw     | Kilchreest         | 0,1205       | 28       | 52° 41′ 33,6″ N, 009° 03′ 21,4″ W |
| Sod Island                     | Oileán Dubhach              | Shannon Estuary                              | Bunratty, Lower | Drumline           | 0,0058       |          | 52° 40′ 50,8″ N, 008° 50′ 45,7″ W |
| Swan Island                    |                             | Lough Derg                                   | Tulla, Lower    | Ogonnelloe         | 0,0008       |          | 52° 52′ 05,1″ N, 008° 26′ 18,4″ W |
| Tine Island (Tina Island)      |                             | Shannon Estuary                              | Clonderalaw     | Killadysert        | 0,0013       |          | 52° 40′ 25,7″ N, 009° 00′ 11,0″ W |
| Trummer Island                 |                             | Shannon Estuary, Fergus Estuary              | Clonderalaw     | Kilchreest         | 0,0191       | 6        | 52° 42′ 19,4″ N, 009° 01′ 58,9″ W |
| White Island                   |                             | Galway Bay, Aughinish Bay, Corranroo Bay     | Burren          | Abbey              | 0,0008       |          | 53° 08′ 39,3″ N, 009° 01′ 05,1″ W |
| Yellow Island                  |                             | Lough Derg                                   | Leitrim         | Drummaan           | 0,0111       |          | 52° 58′ 14,8″ N, 008° 17′ 23,7″ W |
| Young’s Island                 |                             | Lough Derg                                   | Leitrim         | North Inishcaltra  | 0,0136       | 34       | 52° 55′ 00,7″ N, 008° 26′ 17,0″ W |